# Nolan Roux
Nolan Roux (Compiègne, 1º marzo 1988) è un ex calciatore francese, di ruolo attaccante.

## Biografia
Nolan Roux è figlio di Bruno Roux, anche lui ex calciatore ed allenatore.

## Caratteristiche tecniche
Nato come prima punta, dal suo arrivo al Saint-Étienne Roux si è adattato a giocare anche da ala e da trequartista. Giocatore molto rapido palla al piede, è inoltre in grado di dispensare molti assist utili e di partecipare costantemente alla manovra della squadra, oltre ad avere un buon fiuto per il gol. Grazie alla sua fisicità, spicca nel colpo di testa ed è in grado di proteggere palla per far salire la squadra.

## Carriera

### Inizi al Lens
Ha giocato nelle giovanili del Caen e del Lens. Il suo debutto in prima squadra arriva il 15 settembre 2008 contro il Metz, sostituendo Geoffrey Doumeng. Il 29 giugno viene acquistato dal Brest, con cui firma un contratto triennale.

### Brest
Nella prima partita di campionato si rivela decisivo quando, entrato da soli quindici minuti, segna il gol vincente nei minuti di recupero contro il Lens. Il Brest riesce a rimanere nella zona alta della classifica, raggiungendo la vetta il 15 gennaio grazie ad un gol di Roux allo scadere. Alla fine della stagione, il Brest arriva secondo a soli 2 punti di distanza dalla capolista Caen, centrando la promozione in Ligue 1. Roux risulta essere il terzo marcatore del campionato con 15 gol.

### Lilla

#### 2011-2012
Il 17 gennaio 2012 passa al Lilla a titolo definitivo per 8 milioni di euro. La prima partita con la nuova maglia la gioca il 28 gennaio 2012 in occasione della vittoria per 3-0 in casa contro il Saint-Etienne. In questa gara Roux realizza una doppietta, la prima con la nuova maglia. Il 29 aprile 2012 realizza il gol decisivo nella vittoria per 2-1 sul PSG, dopo il vantaggio iniziale parigino di Javier Pastore e il pareggio di Eden Hazard.

#### 2012-2013
Nella stagione 2012-2013 fa il suo esordio personale in una competizione europea nella partita Copenhagen-Lille 1-0 valida per i preliminari di Champions League. Il 29 agosto, in occasione della gara di ritorno, regala un assist al minuto 105' al suo compagno di squadra Tulio de Melo che segna il gol decisivo per il passaggio della squadra alla fase a gironi. Il primo gol in campionato arriva il 23 settembre 2012 nella partita casalinga pareggiata per 1-1 contro il Lione. Il 30 ottobre 2012 segna il gol decisivo nella gara vinta 1-0 contro il Tolosa in Coupe de la Ligue, partita valida per i gli ottavi di finale. Il 22 dicembre 2012 segna una doppietta nella partita vinta per 4-1 contro il Montpellier. Chiude la stagione con 44 presenze e 11 gol totali.

#### 2013-2014
La stagione 2013-2014 non inizia benissimo perché è costretto a saltare le prime 5 gare a causa di un infortunio che si è procurato durante la preparazione estiva. Il 21 settembre torna a giocare e segna una doppietta nella vittoria per 0-2 sul campo del Sochaux. Il 3 novembre segna una doppietta nel match Lille-Monaco 2-0 che permette alla sua squadra di scavalcare al secondo posto proprio i monegaschi. Il 3 dicembre, in occasione del turno infrasettimanale di Ligue 1, segna il gol decisivo nella gara Lille-Marsiglia, finita 1-0 per la sua squadra, al 92' minuto con un colpo di testa su assist di Florent Balmont. L'11 febbraio 2014 in occasione della prima presenza in Coupe de France 2013-2014 contro il Caen, valida per gli ottavi di finale, torna al gol, il primo del 2014, segnando al minuto 82' e portando la sua squadra sul momentaneo vantaggio di 3-2. Tuttavia lui e i suoi compagni possono festeggiare il passaggio del turno solo dopo aver vinto i rigori con il fatto che i tempi regolamentari si chiusero sul punteggio di 3-3 e i supplementari sullo 0-0. Il 9 marzo torna al gol anche in campionato nella gara interna contro il Montpellier vinta dal Lille per 2-0. Sabato 5 aprile 2014 segna il gol del momentaneo 0-1 nella gara vinta in trasferta per 1-2 contro il Tolosa. Il 17 maggio 2014 in trasferta contro il Lorient, ultima giornata di Ligue 1, mette a segno il gol del momentaneo 1-2 e serve gli assist per l'1-1 e per il gol del 1-3 entrambi realizzati da Salomon Kalou. Conclude la stagione con 33 presenze e 10 gol complessivi.

#### 2014-2015
La prima presenza nella nuova stagione Roux la trova nella gara Grasshopper-Lille (0-2) valida per il terzo turno preliminare di Champions League entrando al 71' minuto al posto del compagno Mendes. Il 9 agosto 2014 invece trova la prima presenza in Ligue 1 subentrando al minuto 78' al compagno Origi nella partita pareggiata in casa contro il Metz 0-0. Il 30 agosto 2014 trova il primo gol stagionale nella partita pareggiata 1-1 in casa del Monaco. Il 18 settembre 2014 esordisce per la prima volta in Europa League nella gara pareggiata in casa 1-1 contro il Krasnodar.

### Saint-Étienne
Il 20 luglio 2015 Roux viene ceduto a titolo definitivo al Saint-Étienne con cui firma un contratto di durata triennale. Nella sua prima stagione complessivamente colleziona 44 presenze e 11 reti tra campionato e coppe varie.
La seconda stagione a Saint-Étienne è negativa per Roux. L'attaccante francese infatti non è più considerato titolare nelle gerarchie del suo allenatore Christophe Galtier e dal mese di aprile 2017 viene progressivamente posto ai margini della squadra. La stagione si conclude per lui con 5 gol in 33 presenze in tutte le competizioni.

### Metz
Il 19 luglio 2017 firma un triennale con il Metz. Il 24 febbraio 2018, segnando il gol del momentaneo 1-2 nella partita contro il Guingamp (match poi finito 2-2) Roux raggiunge per la prima volta in carriera i 10 gol in una singola stagione di Ligue 1.

### Guingamp
Il 20 giugno 2018, liberatosi gratuitamente dal Metz a seguito della sua retrocessione dalla massima serie, Roux si lega al Guingamp, militante in Ligue 1. Il 19 agosto mette a segno il 100º gol in carriera, nonché primo con i bretoni, che vale il momentaneo vantaggio sul PSG.

## Statistiche

### Presenze e reti nei club
Statistiche aggiornate al 10 aprile 2020.
| Stagione             | Squadra              | Campionato           | Campionato | Campionato | Coppe nazionali | Coppe nazionali | Coppe nazionali | Coppe continentali | Coppe continentali | Coppe continentali | Altre coppe | Altre coppe | Altre coppe | Totale | Totale |
| Stagione             | Squadra              | Comp                 | Pres       | Reti       | Comp            | Pres            | Reti            | Comp               | Pres               | Reti               | Comp        | Pres        | Reti        | Pres   | Reti   |
| -------------------- | -------------------- | -------------------- | ---------- | ---------- | --------------- | --------------- | --------------- | ------------------ | ------------------ | ------------------ | ----------- | ----------- | ----------- | ------ | ------ |
| 2008-2009            | Lens                 | L2                   | 1          | 0          | CF+CdL          | 0+1             | 1               | -                  | -                  | -                  | -           | -           | -           | 2      | 1      |
| 2009-2010            | Brest                | L2                   | 34         | 15         | CF+CdL          | 1+1             | 1+0             | -                  | -                  | -                  | -           | -           | -           | 36     | 16     |
| 2010-2011            | Brest                | L1                   | 29         | 6          | CF+CdL          | 0+1             | 0+0             | -                  | -                  | -                  | -           | -           | -           | 30     | 6      |
| 2011-gen. 2012       | Brest                | L1                   | 18         | 4          | CF+CdL          | 1+1             | 0+2             | -                  | -                  | -                  | -           | -           | -           | 20     | 6      |
| Totale Brest         | Totale Brest         | Totale Brest         | 81         | 25         |                 | 5               | 3               |                    | -                  | -                  |             | -           | -           | 86     | 28     |
| gen.-giu. 2012       | Lilla                | L1                   | 17         | 5          | CF+CdL          | 1+0             | 1               | UCL                | -                  | -                  | SF          | -           | -           | 18     | 6      |
| 2012-2013            | Lilla                | L1                   | 32         | 8          | CF+CdL          | 2+2             | 2+1             | UCL                | 8                  | 0                  | -           | -           | -           | 44     | 11     |
| 2013-2014            | Lilla                | L1                   | 30         | 9          | CF+CdL          | 2+1             | 1+0             | -                  | -                  | -                  | -           | -           | -           | 33     | 10     |
| 2014-2015            | Lilla                | L1                   | 33         | 9          | CF+CdL          | 1+1             | 0+0             | UCL+UEL            | 3+5                | 0+1                | -           | -           | -           | 43     | 11     |
| Totale Lilla         | Totale Lilla         | Totale Lilla         | 112        | 31         |                 | 10              | 5               |                    | 16                 | 1                  |             | -           | -           | 128    | 37     |
| 2015-2016            | Saint-Étienne        | L1                   | 29         | 9          | CF+CdL          | 4+0             | 0               | UEL                | 11                 | 2                  | -           | -           | -           | 44     | 11     |
| 2016-2017            | Saint-Étienne        | L1                   | 21         | 4          | CF+CdL          | 2+0             | 0               | UEL                | 10                 | 1                  | -           | -           | -           | 33     | 5      |
| Totale Saint-Étienne | Totale Saint-Étienne | Totale Saint-Étienne | 50         | 13         |                 | 6               | 0               |                    | 21                 | 3                  |             | -           | -           | 77     | 16     |
| 2017-2018            | Metz                 | L1                   | 35         | 15         | CF+CdL          | 2+1             | 1+0             | -                  | -                  | -                  | -           | -           | -           | 38     | 16     |
| 2018-2019            | Guingamp             | L1                   | 26         | 2          | CF+CdL          | 3+2             | 1+0             | -                  | -                  | -                  | -           | -           | -           | 31     | 3      |
| 2019-gen. 2020       | Guingamp             | L2                   | 14         | 2          | CF+CdL          | 1+1             | 0+1             | -                  | -                  | -                  | -           | -           | -           | 16     | 3      |
| Totale Guingamp      | Totale Guingamp      | Totale Guingamp      | 40         | 4          |                 | 7               | 2               |                    | -                  | -                  |             | -           | -           | 47     | 6      |
| gen.-giu. 2020       | Nîmes                | L1                   | 7          | 2          | -               | -               | -               | -                  | -                  | -                  | -           | -           | -           | 7      | 2      |
| Totale carriera      | Totale carriera      | Totale carriera      | 326        | 90         |                 | 32              | 12              |                    | 37                 | 4                  |             | 0           | 0           | 395    | 106    |